# Karol de Tournon
Karol de Tournon, właśc. Carlo Tommaso Maillard de Tournon (ur. 21 grudnia 1668 w Turynie, zm. 8 czerwca 1710 w Makau) – sabaudzki kardynał, legat papieski na Indie i Chiny.

## Życiorys

### Europa
Urodził się w szlacheckiej rodzinie sabaudzkiej w Turynie. Święcenia prezbiteriatu otrzymał 12 czerwca 1695. Po ukończeniu studiów w zakresie prawa cywilnego i kanonicznego udał się do Rzymu, gdzie zdobył szacunek Klemensa XI, który 5 grudnia 1701 mianował go swoim legatem w Indiach i Chinach. 27 grudnia 1701 w bazylice watykańskiej został konsekrowany przez papieża i otrzymał tytuł patriarchy Antiochii.
Celem poselstwa Karola de Tournona była koordynacja pracy misjonarzy na rozległych terenach Azji, rozpoznanie potrzeb misjonarzy i przygotowanie dla Stolicy Apostolskiej sprawozdania dotyczącego misji w tym regionie. Do zadań postawionych przed Karolem de Tournon należało również wyegzekwowanie decyzji Świętego Oficjum dotyczącej sprzeciwu wobec tolerowania pochodzących z konfucjanizmu obrzędów i pojęć (np. koncepcji Nieba lub Najwyższego Cesarza wobec Boga).

### Azja
Z Europy wypłynął francuskim statkiem 9 lutego 1703 i przybył do Puducherry w Indiach 6 listopada 1703. Tam 23 czerwca 1704 wydał dekret piętnujący stosowanie przez misjonarzy rytu malabarskiego. 11 lipca 1704 roku wypłynął do Chin, przybywając 2 kwietnia 1705 do Makau, a 4 grudnia 1705 do Pekinu. Początkowo cesarz Kangxi przyjął go serdecznie, ale słysząc, że misją legata jest zniesienie chińskich obrzędów wśród rodzimych chrześcijan zażądał od wszystkich misjonarzy, pod groźbą natychmiastowego wydalenia z kraju, złożenia obietnicy utrzymania tych obrzędów. Tymczasem 20 listopada 1704 Święte Oficjum wydało w Rzymie dekret przeciwstawiający się stosowaniu rodzimych obrzędów. 25 stycznia 1707 de Tournon wydał w Nankinie dekret zobowiązujący misjonarzy pod rygorem ekskomuniki do zniesienia tych obrzędów. Decyzja ta spotkała się z ostrym sprzeciwem biskupa Makau João de Casala oraz gubernatora prowincji, a także jezuitów. Po stronie legata opowiedzieli się dominikanie i augustianie. Dekret de Tournona odebrany został jako godzący w chińskie obyczaje i kulturę. Z tego powodu cesarz uwięził de Tournona w Makau oraz, na znak protestu przeciwko dekretowi, wysłał część jezuickich misjonarzy do Rzymu. Będąc w więzieniu de Tournon otrzymał informację od Teodorica Pedriniego o nominacji kardynalskiej (konsystorz z 1 sierpnia 1707). Wkrótce potem zmarł, nie odzyskawszy wolności.

## Reakcje na jego śmierć i pogrzeb
Po otrzymaniu wieści o śmierci de Tourona papież Klemens XI, wysoko oceniając jego odwagę i lojalność wobec Stolicy Apostolskiej, nakazał Świętemu Oficjum wydanie dekretu (25 września 1710) zatwierdzającego decyzje legata. Zwłoki de Tournona sprowadził do Rzymu biskup Carlo Ambrogio Mezzabarba, Karol de Tournon został pochowany 27 września 1723 w kościele Kongregacji Krzewienia Wiary.